# Списак манифестација у Бабушници
Списак манифестација у Бабушници представља културне и уметничке догађаје који се организују у току календарске године и домаћину служе за промоцију туристичке понуде Општине Бабушница.
| Списак манифестација у Бабушници           |                                       |                 |
| назив манифестације                        | организатор                           | време одржавања |
| Вурдијада                                  |                                       | октобар         |
| Јела лужничког краја                       |                                       |                 |
| Турнир 3x3 Баскет                          |                                       |                 |
| Турнир у малом фудбалу                     |                                       |                 |
| Бабушничко спортско, културно лето         |                                       |                 |
| Успон на Руј                               | Планинарски клуб „Руј 1706“ Бабушница |                 |
| Дечји Образовано-истраживачки камп Стрелац |                                       |                 |
| Фестивал Луфес                             |                                       |                 |
| Пантелејски сабор                          |                                       |                 |
| Традиционални излет - Шанац                |                                       |                 |
| Лужнички мегдан                            |                                       |                 |
| Тодорица                                   |                                       |                 |
| Бабушнички вашар                           |                                       |                 |